# Felix W. Eymann
Felix W. Eymann (* 29. Januar 1948) ist ein Schweizer Arzt und Politiker (LDP).

## Leben
Eymann wurde 1987 als Mediziner an der Universität Basel promoviert. Er ist nun als Spezialarzt für Chirurgie FMH selbstständig.
Vom 5. Mai 1988 bis zum 24. Januar 2001 sass Eymann erstmals im Grossrat des Kantons Basel-Stadt. 1997 wechselte er von der FDP zur DSP, bevor er 2012 nach deren Auflösung zur LDP übertrat. 
Am 2. Februar 2005 folgte seine erneute Wahl in den Grossen Rat, wo er Einsitz in der Gesundheits- und Sozialkommission nahm. Als Grossrat sass er seit dem 10. April 2013 in der Delegation IGPK Uni-Kinderspital beider Basel, vom 31. Mai 2017 bis zu seinem Rücktritt präsidierte er die Delegation. Am 31. Januar 2020 trat er aus dem Grossen Rat zurück.
Seine Tochter Stephanie Eymann wurde am 29. November 2020 in die Regierung des Kanton Basel-Stadt gewählt.